# 山下斐紹
山下 斐紹（やました あやつぐ、1992年11月16日 - ）は、北海道札幌市西区出身の元プロ野球選手（捕手、一塁手、外野手）。右投左打。

## 経歴

### プロ入り前
札幌市西区生まれ。5歳の頃に家族と千葉県千葉市美浜区に転居し、6歳の時に4歳上の兄・貴将の影響を受け、小学校で投手として野球を始めた。磯辺シーグルスに所属し、最初は右打ちだったが、4年生時に足の速さを生かすため左打ちへ転向した。千葉市立磯辺第二中学校（現・千葉市立磯辺中学校）に進学して硬式野球の千葉西シニアに所属。野手に転向して外野手を中心にプレーした。
習志野高校進学後に、捕手に転向。1年夏からベンチ入りし、秋からはレギュラーに定着。秋季関東大会では準優勝を果たした。2年時の春には第81回選抜高等学校野球大会に出場したが、チームは2回戦で敗退。2試合で5打数2安打1打点だった。2年夏の千葉大会はベスト4。秋からは主将を務め、3年時の春は県大会を制し、関東大会で準優勝した。3年夏の千葉県大会では準決勝でこの年の甲子園出場校成田高校と対戦。適時打を放ったが、相手エースの中川諒に2三振、3-4で敗れた。この大会では2本塁打を含む16打数10安打と活躍した。
2010年10月28日に行われたドラフト会議では、福岡ソフトバンクホークスから1位指名を受け、入団した。背番号は22。

### ソフトバンク時代

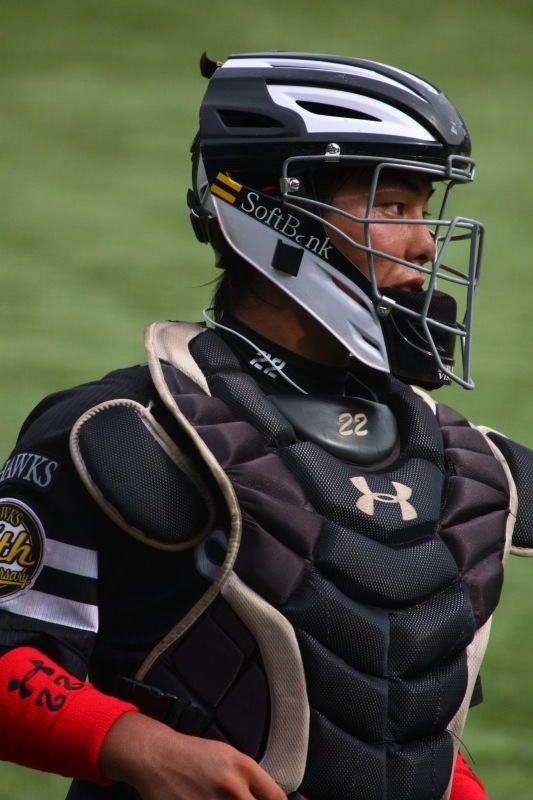
福岡ソフトバンクホークス時代（2013年）

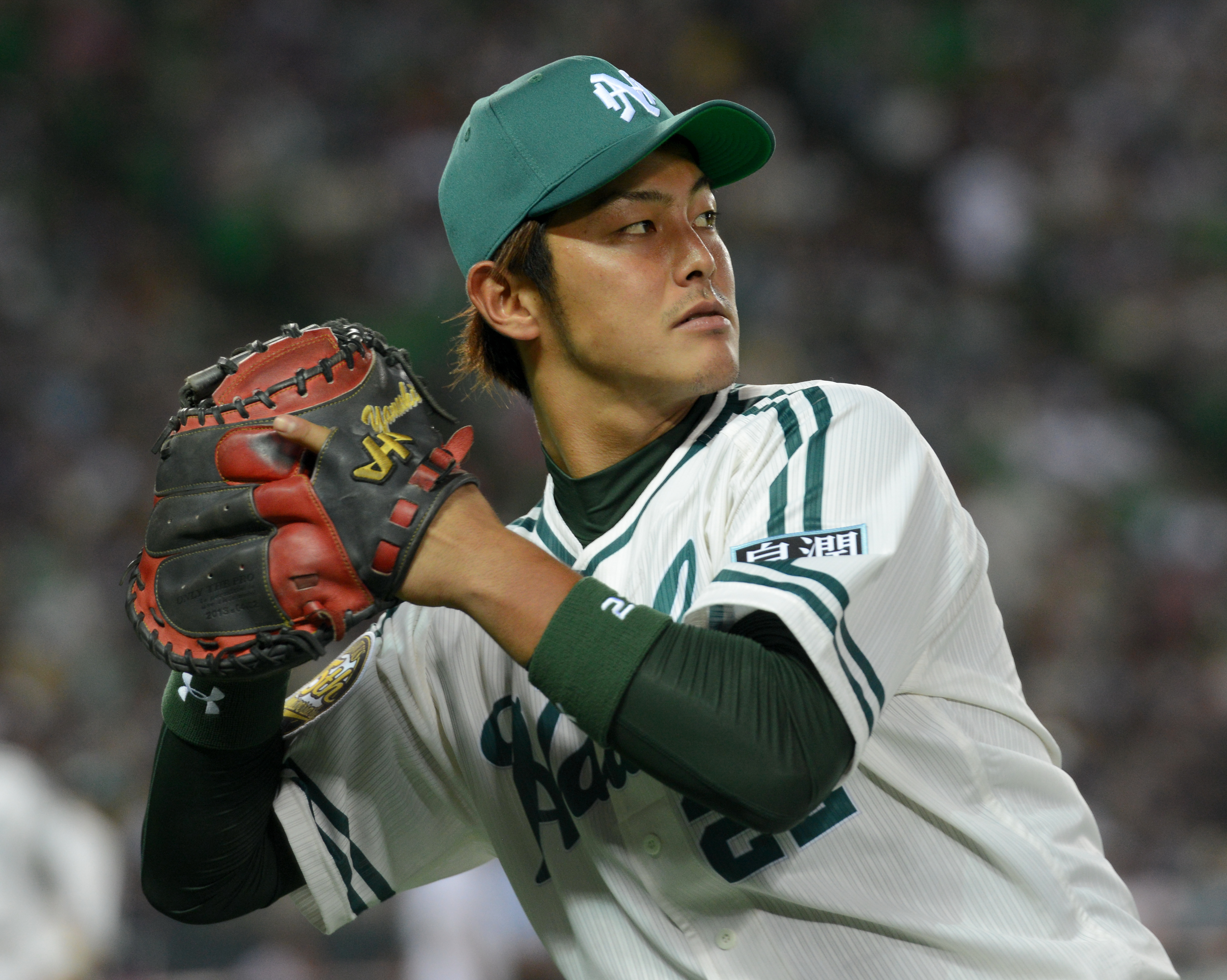
同上（福岡 ヤフオク!ドームにて）

2011年は、7月25日に富山市民球場アルペンスタジアムで開催されたフレッシュオールスターゲームに選出され、4回表から松井雅人に代わり捕手として出場した。8月25日の二軍戦前には、シートノック中に送球が右目付近に当たり担架で運ばれ、福岡市内の病院で検査の結果、打撲と診断された。一軍のリーグ優勝決定後、10月4日に初の一軍昇格、3日間ベンチ入りしたが出場機会はなかった。二軍では82試合に出場（50試合に先発）し、4本塁打を記録した。オフはオーストラリアン・ベースボールリーグに参加し、11月4日から12月7日まで16試合の出場で53打数18安打、打率.340、OPS.868、規定打席未到達ながら打率はチームトップだった。
2012年は、春季キャンプで寝坊による遅刻で二軍行きとなり、シーズンを通して公式戦出場はなかった。オフには11月24日から12月22日まで行われた台湾のウィンターリーグに派遣され11試合に出場した。
2013年は、4月4日のウエスタン・リーグの対オリックス・バファローズ戦でランニング本塁打を放った。5月6日の対千葉ロッテマリーンズ戦では、4回二死1塁から細川亨の代打として一軍初出場し、左飛だった。5回からはそのまま捕手の守備に就き、7回の2打席目でプロ初安打を記録。守備では江尻慎太郎、二保旭、金澤健人をリードし、5イニングを2失点だった。5月7日に一旦抹消となったが、以降4回昇格。6月25日の対北海道日本ハムファイターズ戦（東京ドーム）で「9番・捕手」として初の先発出場を果たすと、3回にブライアン・ウルフからファーストへの内野安打で出塁し、内川聖一の逆転適時打で生還、プロ初得点を記録した。守っては先発の山田大樹をリードし、初回にミチェル・アブレイユに先制適時二塁打を打たれたものの、5回を1失点に抑え、1点リードしたまま山崎勝己へ交代した。6月30日の対ロッテ戦（QVCマリンフィールド）では、3回の守備から捕手で出場。2打席連続で安打を放ち、プロ初となるマルチ安打を家族の住む地元で記録した。7月18日には、秋田こまちスタジアムで行われたフレッシュオールスターに自身2度目の選出、「4番・捕手」として先発出場したが2打席凡退だった。守っては先発の東浜巨をリードし16球全て直球勝負で2回を無失点に抑え、続く岩本輝、金田和之、戸田隆矢と組んでイースタン・リーグ選抜打線を9者連続の凡退に打ち取り、5回を無失点に抑えて交代した。一軍では11試合出場し、2試合で先発マスクを被った。二軍では61試合に先発出場し、自己最高の打率.256、5本塁打、7盗塁を記録したが、2011年以降3年連続となるウエスタン・リーグ最多捕逸、捕手最多失策も記録した。10月6日ファーム日本選手権に「8番・捕手」で先発出場し、得点には繋がらなかったが4打席で1安打1四球、最後までマスクを被り、チームの日本一に貢献した。
2014年は、右肩の不調により春季キャンプはB組で過ごした。5月6日に一軍へ昇格すると、同14日のロッテ戦（QVCマリン）で11回表に李大浩の代走として出場したが、同16日に抹消され二軍でシーズン終了を迎えた。二軍では61試合に先発出場し、打率.263を記録した。10月4日にはファーム日本選手権に「9番・捕手」として先発出場した。10月24日、鶴岡慎也の扁桃炎離脱により一軍の全体練習に召集されたが、鶴岡の状態が回復し、日本シリーズのベンチ入りは叶わなかった。
2015年から登録名を斐紹へ変更した。開幕を一軍で迎え、開幕3戦目となる対ロッテ戦で2年ぶりの先発出場を果たしたが、同点の5回一死1,2塁で、本塁クロスプレーの際に、今江敏晃の体当たりをブロックし、生還を阻止したものの、左膝を痛めて負傷退場した。3月30日に福岡市内の病院で精密検査の結果、左膝内側側副靱帯の部分断裂と診断され、同日に出場選手登録を抹消された。4月17日のウエスタン・リーグ対オリックス戦で実戦復帰し、同24日に一軍へ復帰した。
2016年は、春季キャンプで監督の工藤公康の勧めから振り子打法に取り組み、3月25日に行われた東北楽天ゴールデンイーグルスとの開幕戦において、開幕スタメン捕手として抜擢されるが、開幕投手の攝津正が3回6失点の結果に終わった。開幕戦以降も、先発マスクで起用されるも、起用された試合でのチームの勝利がなく、4月12日の対埼玉西武ライオンズ戦で、6度目の先発マスクにしてようやく初勝利を挙げた。4月20日の対ロッテ戦では和田毅の完封勝利をアシストするも、5月11日の対ロッテ戦では、8回表に3被本塁打を食らうなど、リードに安定感を欠き、翌12日に一軍登録を抹消された。最終的に、開幕スタメンながらも13試合の出場、打率.231に終わったが、11月3日、契約更改交渉を行い、80万円アップの1060万円（金額は推定）でサインした。
2017年は、宮崎春季キャンプで甲斐拓也、張本優大、栗原陵矢らとともに若手捕手4名がA組スタートとなったが、開幕一軍登録を逃した。この年の一軍公式戦の出場は、10月8日に行われた、レギュラーシーズン最終戦である対楽天戦（Koboパーク宮城）の1試合のみに留まった。二軍公式戦では90試合に出場し、打率.276、6本塁打、54打点を記録するが、栗原や九鬼隆平の台頭で指名打者や一塁手での起用もあり、捕手としての出場は52試合だった。

### 楽天時代

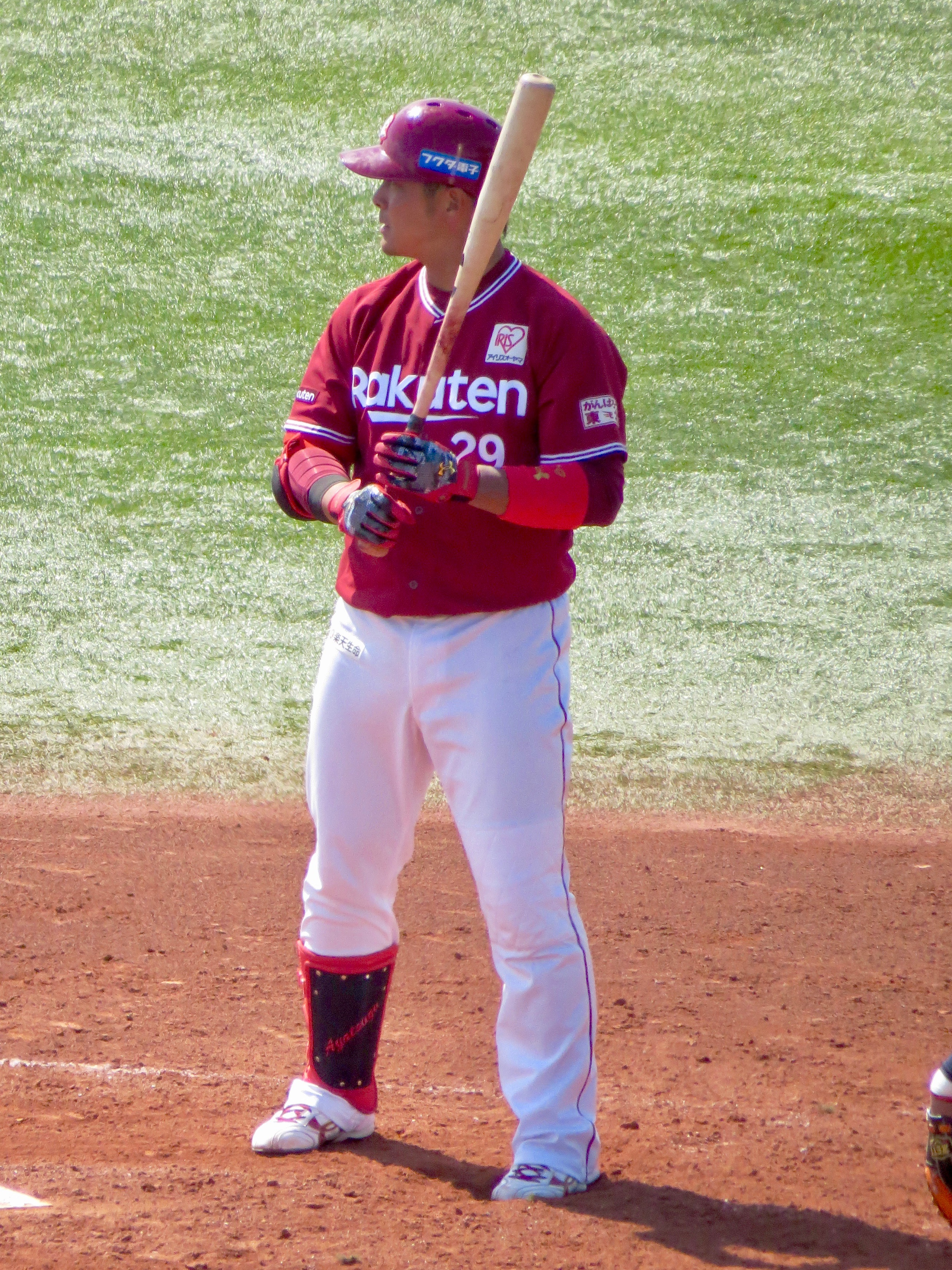
楽天時代
（2018年4月8日、ヤクルト戸田球場)

2017年11月11日、西田哲朗との交換トレードで楽天へ移籍が発表され、同14日付で東北楽天ゴールデンイーグルスに移籍した。11月16日の25歳の誕生日に楽天のキャンプ地である岡山県倉敷市にある倉敷マスカットスタジアムで入団発表会見を行った。背番号は29。推定年俸1060万円で契約合意し、登録名をソフトバンク時代の「斐紹」から本名の「山下斐紹」に変更した。
2018年は、7月24日にプロ初本塁打となるサヨナラ2点本塁打を放つなど、キャリアハイとなる43試合に出場した。
2019年は、古巣相手となる5月3日のソフトバンク戦にて、8回に途中出場し、連続無失点を継続していた甲斐野央から本塁打を放つと、10回には嘉弥真新也から自身初となる2打席連続本塁打を打った。6月2日の横浜DeNAベイスターズ戦では逆転2点本塁打を放ち、キャリアハイとなるシーズン3本塁打を記録した。
2020年は、移籍後最少となる8試合の出場に終わり、11月5日に戦力外通告を受けた。

### 中日時代
2020年12月12日に、中日ドラゴンズと育成選手として契約することが発表された。背番号は209。
2021年は、5月31日までに二軍で35試合に出場し、規定打席未達の打率.241ながらもチームトップの5本塁打、14打点を記録するなど結果を残すと、監督の与田剛から打撃能力を期待され、6月1日に支配下登録された。背番号は39。5月31日に一軍登録を抹消された石橋康太と入れ替わる形で、支配下登録と同日に一軍に登録された。セ・パ交流戦5試合に出場し、10打席に立ったが、安打は単打1本のみ、5三振を喫するなど期待された打撃能力は発揮できず、6月16日に出場登録を抹消された。以降、一軍再昇格はなく、最終的な二軍成績は72試合出場でチーム2位の6本塁打、23打点、打率.252だった。同年夏にコロナ対策として禁止事項となっていた外食をしていたとして、10月30日から10日間の自宅謹慎処分を科された。
2022年は開幕一軍だったものの、約1か月で8打数1安打にとどまり、4月22日に登録抹消となる。6月24日に一軍に再昇格すると、7月1日の阪神タイガース戦にて3回裏に代打で起用され、この打席で青柳晃洋から移籍後初ホームランを放ち、勝利に貢献した。しかし同月も結局11打数2安打.182に終わり、7月27日に再び登録抹消。以降は一軍再昇格がなく、シーズン全体では一軍出場20試合で打率.130の成績でシーズン終了となり、10月4日、球団から2度目の戦力外通告を受けた。通告を受けた当初は現役続行の意向を示していたが同月29日、自身のInstagramで現役引退を表明し、12年のプロ生活に幕を閉じた。

### 現役引退後
現役を引退後の2022年11月1日に名古屋・錦に「野球バー DIAMOND」を開業。オーナーとして接客に努めている。

## 選手としての特徴
遠投115メートル、二塁送球1.74秒の強肩に加え、1歩目の出足の速い守備が持ち味。プロ1年目に球団会長の王貞治からスローイングを評価された。捕手のポジション以外に一塁を守れ、外野にも挑戦する。
走塁でも三塁到達11.89秒を記録、50m走5.9秒の俊足も持ち味。打撃では高校通算35本塁打を記録。高校3年時にツイスト打法を取り入れ、選球眼も兼ね備える。

## 人物
好きな言葉は「ありがとう」。好きな選手には城島健司、目標とする選手には阿部慎之助を挙げている。
「チームの中心は試合を抜けたらダメ」というのが持論。高校3年春の関東大会ではヘッドスライディングの際に右手の人差し指を骨折し、指が曲って骨が突き出た状態ながら試合に出場し、送球はシュート回転しながらも二塁送球1秒台を記録した。
野球を始めるきっかけになった兄・貴将はインディーズバンド「Sugarless Infant」のボーカルをしている。その兄への感謝を込め、登場曲は兄のバンドの曲を使っていた。
私生活では2男1女の父親。

## 詳細情報

### 年度別打撃成績
| 年 度      | 球 団        | 試 合 | 打 席 | 打 数 | 得 点 | 安 打 | 二 塁 打 | 三 塁 打 | 本 塁 打 | 塁 打 | 打 点 | 盗 塁 | 盗 塁 死 | 犠 打 | 犠 飛 | 四 球 | 敬 遠 | 死 球 | 三 振 | 併 殺 打 | 打 率 | 出 塁 率 | 長 打 率 | O P S |
| ---------- | ------------ | ----- | ----- | ----- | ----- | ----- | -------- | -------- | -------- | ----- | ----- | ----- | -------- | ----- | ----- | ----- | ----- | ----- | ----- | -------- | ----- | -------- | -------- | ----- |
| 2013       | ソフトバンク | 11    | 14    | 14    | 1     | 4     | 0        | 0        | 0        | 4     | 0     | 0     | 0        | 0     | 0     | 0     | 0     | 0     | 3     | 0        | .286  | .286     | .286     | .571  |
| 2014       | ソフトバンク | 1     | 0     | 0     | 0     | 0     | 0        | 0        | 0        | 0     | 0     | 0     | 0        | 0     | 0     | 0     | 0     | 0     | 0     | 0        | .000  | .000     | .000     | .000  |
| 2015       | ソフトバンク | 11    | 9     | 6     | 0     | 1     | 0        | 0        | 0        | 1     | 0     | 0     | 1        | 0     | 0     | 3     | 0     | 0     | 1     | 1        | .167  | .444     | .167     | .611  |
| 2016       | ソフトバンク | 13    | 31    | 26    | 1     | 6     | 1        | 0        | 0        | 7     | 1     | 0     | 0        | 4     | 1     | 0     | 0     | 0     | 8     | 0        | .231  | .222     | .269     | .491  |
| 2017       | ソフトバンク | 1     | 2     | 2     | 0     | 1     | 0        | 0        | 0        | 1     | 0     | 0     | 0        | 0     | 0     | 0     | 0     | 0     | 0     | 0        | .500  | .500     | .500     | 1.000 |
| 2018       | 楽天         | 43    | 104   | 96    | 10    | 19    | 3        | 0        | 2        | 28    | 9     | 0     | 0        | 1     | 2     | 5     | 0     | 0     | 22    | 2        | .198  | .233     | .292     | .525  |
| 2019       | 楽天         | 31    | 66    | 60    | 8     | 11    | 1        | 0        | 3        | 21    | 5     | 0     | 0        | 3     | 0     | 1     | 0     | 2     | 13    | 0        | .183  | .222     | .350     | .572  |
| 2020       | 楽天         | 8     | 8     | 7     | 1     | 0     | 0        | 0        | 0        | 0     | 0     | 0     | 0        | 0     | 0     | 1     | 0     | 0     | 3     | 0        | .000  | .125     | .000     | .125  |
| 2021       | 中日         | 5     | 10    | 10    | 0     | 1     | 0        | 0        | 0        | 1     | 0     | 0     | 0        | 0     | 0     | 0     | 0     | 0     | 5     | 0        | .100  | .100     | .100     | .200  |
| 2022       | 中日         | 20    | 24    | 23    | 1     | 3     | 0        | 0        | 1        | 6     | 1     | 0     | 0        | 0     | 0     | 1     | 0     | 0     | 8     | 0        | .130  | .167     | .261     | .428  |
| 通算：10年 | 通算：10年   | 144   | 268   | 244   | 22    | 46    | 5        | 0        | 6        | 69    | 16    | 0     | 1        | 8     | 3     | 11    | 0     | 2     | 63    | 3        | .189  | .227     | .283     | .510  |

### 年度別守備成績
捕手守備
| 年 度 | 球 団        | 捕手  | 捕手  | 捕手  | 捕手  | 捕手  | 捕手     | 捕手  | 捕手     | 捕手     | 捕手     | 捕手     |
| 年 度 | 球 団        | 試 合 | 刺 殺 | 補 殺 | 失 策 | 併 殺 | 守 備 率 | 捕 逸 | 企 図 数 | 許 盗 塁 | 盗 塁 刺 | 阻 止 率 |
| ----- | ------------ | ----- | ----- | ----- | ----- | ----- | -------- | ----- | -------- | -------- | -------- | -------- |
| 2013  | ソフトバンク | 11    | 24    | 3     | 0     | 0     | 1.000    | 0     | 2        | 2        | 0        | .000     |
| 2015  | ソフトバンク | 10    | 22    | 1     | 0     | 0     | 1.000    | 0     | 0        | 0        | 0        | .000     |
| 2016  | ソフトバンク | 13    | 66    | 3     | 0     | 0     | 1.000    | 0     | 7        | 7        | 0        | .000     |
| 2018  | 楽天         | 38    | 173   | 13    | 3     | 2     | .984     | 1     | 33       | 30       | 3        | .091     |
| 2019  | 楽天         | 26    | 80    | 8     | 1     | 0     | .989     | 1     | 13       | 10       | 3        | .231     |
| 2020  | 楽天         | 7     | 9     | 2     | 0     | 0     | 1.000    | 0     | 2        | 1        | 1        | .500     |
| 2021  | 中日         | 1     | 1     | 0     | 0     | 0     | 1.000    | 0     | 0        | 0        | 0        | ----     |
| 通算  | 通算         | 106   | 375   | 30    | 4     | 2     | .990     | 2     | 57       | 50       | 7        | .123     |

内野守備
| 年 度 | 球 団 | 一塁  | 一塁  | 一塁  | 一塁  | 一塁  | 一塁     |
| 年 度 | 球 団 | 試 合 | 刺 殺 | 補 殺 | 失 策 | 併 殺 | 守 備 率 |
| ----- | ----- | ----- | ----- | ----- | ----- | ----- | -------- |
| 2018  | 楽天  | 2     | 2     | 0     | 0     | 0     | 1.000    |
| 2019  | 楽天  | 2     | 13    | 1     | 0     | 1     | 1.000    |
| 2021  | 中日  | 1     | 7     | 0     | 0     | 0     | 1.000    |
| 2022  | 中日  | 5     | 13    | 3     | 0     | 2     | 1.000    |
| 通算  | 通算  | 10    | 35    | 4     | 0     | 3     | 1.000    |

外野守備
| 年 度 | 球 団 | 外野  | 外野  | 外野  | 外野  | 外野  | 外野     |
| 年 度 | 球 団 | 試 合 | 刺 殺 | 補 殺 | 失 策 | 併 殺 | 守 備 率 |
| ----- | ----- | ----- | ----- | ----- | ----- | ----- | -------- |
| 2019  | 楽天  | 3     | 1     | 0     | 0     | 0     | 1.000    |
| 2022  | 中日  | 1     | 2     | 0     | 0     | 0     | 1.000    |
| 通算  | 通算  | 4     | 3     | 0     | 0     | 0     | 1.000    |

### 表彰
- 月間サヨナラ賞：1回（2018年7月）

### 記録
初記録
- 初出場：2013年5月6日、対千葉ロッテマリーンズ9回戦（福岡 ヤフオク!ドーム）、4回裏に細川亨の代打で出場[61]
- 初打席：同上、4回裏に阿部和成から左飛[62]
- 初安打：同上、7回裏に阿部和成から右前安打[61]
- 初先発出場：2013年6月25日、対北海道日本ハムファイターズ7回戦（東京ドーム）、9番・捕手で先発出場[63]
- 初打点：2016年4月5日、対千葉ロッテマリーンズ1回戦（福岡 ヤフオク!ドーム）、4回裏に藤岡貴裕から右犠飛
- 初本塁打：2018年7月24日、対北海道日本ハムファイターズ12回戦（楽天生命パーク宮城）、11回裏に玉井大翔から右越サヨナラ2ラン

### 背番号
- 22（2011年 - 2017年）
- 29（2018年 - 2020年）
- 209（2021年 - 同年5月31日）
- 39（2021年6月1日 - 2022年）

### 登場曲
- 「Start it Again」AK-69（2013年）
- 「モラトリアムの言い訳」Sugarless Infant（2014年 - 2015年、2017年）
- 「Promise」平井大（2016年）
- 「ウェディングベル」三代目J Soul Brothers（2017年）[64]
- 「ハイライト」ベリーグッドマン（2018年）
- 「Hello」ベリーグッドマン（2019年）
- 「HAPPY BIRTHDAY」back number（2019年 第2打席のみ）

### 登録名
- 山下 斐紹（やました あやつぐ、2011年 - 2014年、2018年 - 2022年）
- 斐紹（あやつぐ、2015年 - 2017年）